# ヨハネス・ハンス・イェンゼン
ヨハネス・ハンス・ダニエル・イェンゼン（Johannes Hans Daniel Jensen、1907年6月25日 - 1973年2月11日）はドイツの物理学者である。原子核の殻模型の提案により、1963年、マリア・ゲッパート＝メイヤーとノーベル物理学賞を受賞した。

## 生涯
ハンブルクに生まれた。ハンブルク大学、フライブルク大学などで学んだ。ハンブルク大学の助手などを経て1941年にハノーファー工業学校（現ハノーファー大学）の教授、1949年からハイデルベルク大学の教授になった。1949年シカゴ大学のゲッパート＝メイヤーとは独立して原子核の殻モデルを提案した。それまで原子核の構造については液滴模型と呼ばれるモデルが考えられていたが、陽子、中性子の組み合わせで安定な原子核、不安定な原子核のあることを十分に説明することができなかった。イェンゼンらはスピン・軌道力を導入したポテンシャルを考えることによって安定な原子核となる核子の数（魔法数）を説明することに成功した。